# Niles (Nowy Jork)
Niles – miasto w Stanach Zjednoczonych, w stanie Nowy Jork, w hrabstwie Cayuga.